# Нордледа
Нордледа (њем. Nordleda) општина је у њемачкој савезној држави Доња Саксонија. Једно је од 57 општинских средишта округа Куксхафен. Према процјени из 2010. у општини је живјело 1.111 становника. Посједује регионалну шифру (AGS) 3352041.

## Географски и демографски подаци
Нордледа се налази у савезној држави Доња Саксонија у округу Куксхафен. Општина се налази на надморској висини од 1 метара. Површина општине износи 21,3 km². У самом мјесту је, према процјени из 2010. године, живјело 1.111 становника. Просјечна густина становништва износи 52 становника/km².